# Robert de Laroche
Robert de Laroche (nom complet Robert Arnaud Marie Pigneaux de Laroche), né le 26 mai 1949 à Paris, est un écrivain, journaliste, comédien et éditeur français.

## Biographie
Après des études à l’École alsacienne et une licence de Lettres modernes à la Sorbonne (1970), Robert de Laroche devient journaliste de presse écrite.[réf. nécessaire]
Passionné de musique et de cinéma, il travaille le piano classique et le chant. Il réalise deux courts-métrages d’inspiration fantastique, Chronique de voyage en 1971 et Baphomet en 1972 dont il compose également les musiques. C'est à l'occasion d'une interview de Janine Reynaud pour le magazine Elle qu'il fait la connaissance de Michel Lemoine qui lui offre un double emploi d'assistant et d'acteur dans son film Les petites saintes y touchent. L'année suivante, il retrouve le réalisateur et sa partenaire, Nathalie Zeiger, dans Les Week-ends maléfiques du Comte Zaroff.
Producteur – animateur de radio, son émission Franc-Parler, consacrée à la langue française, diffusée pendant sept ans sur RFI, de 1984 à 1990, lui vaut une distinction de l’Académie française (Prix du rayonnement de la langue et de la littérature françaises 1989).
Écrivain, vivant en Normandie et à Venise, il a rédigé un certain nombre d’articles pour l’Encyclopædia Universalis, et publié depuis 1980 une soixantaine de livres consacrés à ses sujets de prédilection : Venise, l’histoire et le symbolisme du chat, le patrimoine architectural et les jardins, le cinéma et le music-hall, la nouvelle fantastique. Il a en outre écrit un livret d’opérette, Nous allons faire un beau voyage (La Clé des Champs, région Nord-Pas de Calais, 2003) et un argument de ballet, Vanités (Danses et Cie – Xavier Gossuin, Tournai, 2004).
En 2008, Robert de Laroche a fondé, dans le village de l’Eure où il réside, les éditions La Tour Verte, qui ont publié des textes de Leonor Fini, Dominique Delouche, Marcel Brion, René Huyghe, Pierre Barillet, Zoé Valdés.

## Filmographie

### Comme réalisateur, scénariste et compositeur
- 1971 : Chronique de voyage (court métrage)[16]
- 1972 : Baphomet (court métrage)

### Comme acteur
- 1971 : Chronique de voyage (court métrage) : le vampire
- 1971 : Quatre Nuits d'un rêveur de Robert Bresson : Bit Part
- 1972 : Demain matin de Gilles Béhat (court métrage)
- 1974 : Les petites saintes y touchent : Mike / le visiteur du couvent (sous le pseudonyme de Robert Icart)
- 1976 : Les Week-ends maléfiques du Comte Zaroff : Francis (sous le pseudonyme de Robert Icart)
- 1980 : Le Fou de mai de Philippe Defrance